# Larry Hogan
Lawrence Joseph Hogan Jr., detto Larry (Washington, 25 maggio 1956) è un politico statunitense, governatore del Maryland dal 2015 al 2023.

## Biografia
Larry Hogan nasce a Washington e cresce a Landover, nel Maryland, dove frequenta il liceo locale. È figlio di Lawrence Hogan, deputato per il 5º distretto del Maryland alla Camera dei rappresentanti. Si trasferì in Florida nel 1972 non appena i genitori divorziarono. Lì frequentò la Father Lopez Catholic High School di Daytona Beach, dove si diploma due anni più tardi. Subito dopo si iscrive all'Università statale della Florida, dove si laureerà in scienze politiche. Nel 1985 fonda la Hogan Companies, una società impegnata in intermediazione, consulenza, investimenti e sviluppo di proprietà terriere, commerciali e residenziali, trascorrendo i successivi 18 anni nel settore privato.
Nel 1981, all'età di 24 anni, iniziò la strada della politica candidandosi per il 5º distretto del Maryland al Congresso americano ma perse alle primarie repubblicane. Ritentò nel 1992, dove questa volta vinse e diventò il candidato repubblicano contro il democratico uscente Steny Hoyer, risultato alla fine vincente. Nel 2003 viene nominato segretario degli appuntamenti dal governatore eletto Robert Ehrlich.
Il 4 novembre 2014 viene eletto governatore del Maryland e si insedia il 21 gennaio 2015. Viene poi riconfermato per un secondo mandato nel 2018.